# Isländische Badmintonmeisterschaft 2013
Die Isländische Badmintonmeisterschaft 2013 fand vom 12. bis zum 14. April 2013 in Hafnarfjörður statt. 

## Medaillengewinner
| Disziplin    | Gold                                      | Silber                                         | Bronze                                       |
| ------------ | ----------------------------------------- | ---------------------------------------------- | -------------------------------------------- |
| Herreneinzel | Kári Gunnarsson                           | Atli Jóhannesson                               | Egill Guðlaugsson                            |
| Herreneinzel | Kári Gunnarsson                           | Atli Jóhannesson                               | Magnús Ingi Helgason                         |
| Dameneinzel  | Tinna Helgadóttir                         | Snjólaug Jóhannsdóttir                         | Rakel Jóhannesdótir                          |
| Dameneinzel  | Tinna Helgadóttir                         | Snjólaug Jóhannsdóttir                         | Margrét Jóhannsdóttir                        |
| Herrendoppel | Helgi Jóhannesson Magnús Ingi Helgason    | Atli Jóhannesson Kári Gunnarsson               | Egill Guðlaugsson Ragnar Harðarson           |
| Herrendoppel | Helgi Jóhannesson Magnús Ingi Helgason    | Atli Jóhannesson Kári Gunnarsson               | Bjarki Stefánsson Daníel Thomsen             |
| Damendoppel  | Elín Þóra Elíasdóttir Rakel Jóhannesdótir | Karitas Ósk Ólafsdóttir Snjólaug Jóhannsdóttir | Erla Björg Hafsteinsdóttir Tinna Helgadóttir |
| Damendoppel  | Elín Þóra Elíasdóttir Rakel Jóhannesdótir | Karitas Ósk Ólafsdóttir Snjólaug Jóhannsdóttir | Margrét Jóhannsdóttir Sara Högnadóttir       |
| Mixed        | Magnús Ingi Helgason Tinna Helgadóttir    | Helgi Jóhannesson Elín Þóra Elíasdóttir        | Atli Jóhannesson Snjólaug Jóhannsdóttir      |
| Mixed        | Magnús Ingi Helgason Tinna Helgadóttir    | Helgi Jóhannesson Elín Þóra Elíasdóttir        | Bjarki Stefánsson Rakel Jóhannesdótir        |